# Discografia de Jethro Tull
Este anexo apresenta a discografia da banda de rock britânica Jethro Tull. Sua discografia consiste em 24 álbuns de estúdio, 9 álbuns ao vivo, 4 EPs e 12 coletâneas.

## Álbuns de estúdio
- 1968 - This Was
- 1969 - Stand Up
- 1970 - Benefit
- 1971 - Aqualung
- 1972 - Thick as a Brick
- 1973 - A Passion Play
- 1974 - War Child
- 1975 - Minstrel in the Gallery
- 1976 - Too Old to Rock 'n' Roll: Too Young to Die!
- 1977 - Songs from the Wood
- 1978 - Heavy Horses
- 1979 - Stormwatch
- 1980 - A
- 1982 - The Broadsword and the Beast
- 1984 - Under Wraps
- 1985 - A Classic Case
- 1987 - Crest of a Knave
- 1989 - Rock Island
- 1991 - Catfish Rising
- 1995 - Roots to Branches
- 1999 - J-Tull Dot Com
- 2003 - The Jethro Tull Christmas Album
- 2022 - The Zealot Gene
- 2023 - RökFlöte

## Álbuns ao vivo
- 1978 - Bursting Out
- 1990 - Live at Hammersmith '84
- 1992 - A Little Light Music
- 1995 - Jethro Tull In Concert
- 2002 - Living with the Past
- 2004 - Nothing Is Easy: Live at the Isle of Wight 1970
- 2005 - Aqualung Live
- 2007 - Live at Montreux 2003
- 2009 - Live at Madison Square Garden 1978

## Coletâneas
- 1972 - Living in the Past
- 1976 - M.U. – The Best of Jethro Tull
- 1977 - Repeat – The Best of Jethro Tull – Vol II
- 1985 - Original Masters
- 1988 - 20 Years of Jethro Tull: Highlights
- 1993 - 25th Anniversary Box Set
- 1993 - Nightcap
- 1993 - The Best of Jethro Tull – The Anniversary Collection
- 1998 -  Through the Years
- 2001 - The Very Best of Jethro Tull
- 2007 - The Best of Acoustic Jethro Tull
- 2011 - Essential

## EPs
- 1971 - "Life is a Long Song" / "Up the Pool" / "Dr. Bogenbroom" / "For Later" / "Nursie"
- 1976 - "Ring Out, Solstice Bells" / "March, the Mad Scientist" / "Christmas Song" / "Pan Dance"
- 1979 - "Home" / "King Henry's Madrigal" / "Warm Sporran" / "Solstice Bells"
- 2004 - The Christmas EP ("Ring Out Solstice Bells" / "God Rest Ye Merry Gentlemen" / "Slipstream")

## Singles
- 1968 - "Sunshine Day" / "Aeroplane" (como "Jethro Toe")
- 1968 - "A Song for Jeffrey" / "One for John Gee"
- 1969 - "Love Story" / "A Christmas Song"
- 1969 - "Living in the Past" / "Driving Song"
- 1969 - "Sweet Dream" / "17"
- 1970 - "Bourée"
- 1970 - "The Witch's Promise" / "Teacher"
- 1970 - "Inside" / "Alive and Well and Living In"
- 1971 - "Hymn 43" / "Mother Goose"
- 1971 - "Life Is a Long Song" EP
- 1973 - "A Passion Play (edit 8)" / (edit 9)
- 1974 - "Bungle in the Jungle" / "Back-Door Angel"
- 1975 - "Minstrel in the Gallery" / "Summerday Sands"
- 1975 - "Living in the Past" / "Requiem"
- 1976 - "Too Old to Rock And Roll, Too Young to Die" / "Rainbow Blues"
- 1976 - "Locomotive Breath" / "Fat Man"
- 1977 - "The Whistler"
- 1978 - "A Stitch in Time" / "Sweet Dream"
- 1982 - "Beastie"
- 1982 - "Fallen on Hard Times" / "Broadsword"
- 1984 - "Lap of Luxury" / "Astronomy"
- 1985 - "Living in the Past" / "Cross-eyed Mary"
- 1987 - "Farm on the Freeway"
- 1987 - "Jump Start"
- 1987 - "Steel Monkey" / "Down at the End of Your Road"
- 1988 - "Said She Was a Dancer" / "Dogs in the Midwinter"
- 1988 - "Part of the Machine"
- 1988 - "Kissing Willie" / "Heavy Water"
- 1989 - "Another Christmas Song"
- 1991 - "This Is Not Love" / "Night in the Wilderness"
- 1992 - "Rocks on the Road"
- 1993 - "Living in the (Slightly More Recent) Past"
- 1999 - "Bends Like a Willow" / "It All Trickles Down"

## Vídeos
- 1981 - Slipstream
- 1988 - 20 Years of Jethro Tull
- 1994 - 25th Anniversary Video
- 2002 - Living with the Past
- 2003 - A New Day Yesterday
- 2005 - Nothing Is Easy: Live at the Isle of Wight 1970
- 2007 - Live At Montreux 2003
- 2007 - Jethro Tull Box
- 2008 - Jack in the Green
- 2009 - Classic Artists : Jethro Tull - Their Fully Authorized Story
- 2009 - Live at Madison Square Garden 1978